# Paico (Valdivia)
Paico  corresponde a una localidad rural en la comuna de Mariquina, Provincia de Valdivia, Región de Los Ríos, Chile, ubicada en la ribera este del Río Cruces.

## Historia
El 20 de mayo de 1859 el explorador alemán Paul Treutler pasa a caballo por esta localidad en su primera expedición camino a San José de la Mariquina.

## Accesibilidad y transporte
Paico se encuentra a 17,5 km de la ciudad de San José de la Mariquina a través de la Ruta 202.